# James Short (matemático)

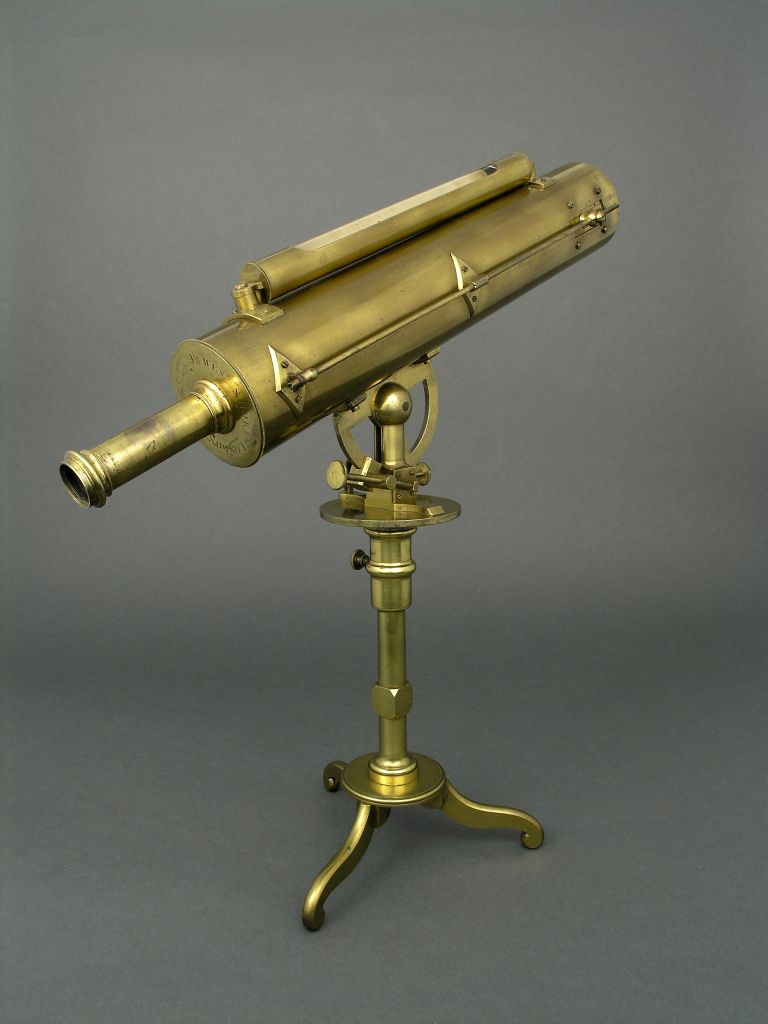
Telescópio de latão feito por Short, agora na coleção do Thinktank, Birmingham Science Museum.

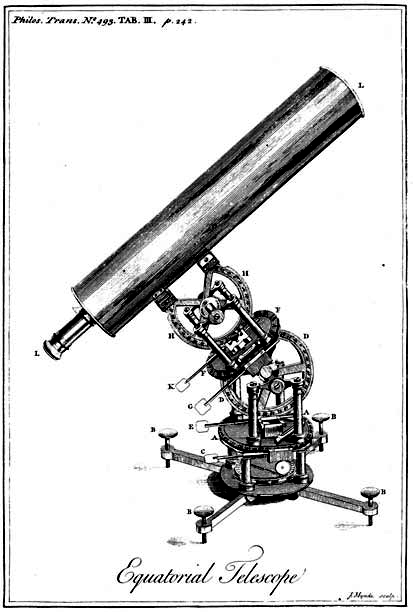
Telescópio refletor de James Short

James Short FRS (10 de junho Est. Ant. (21 de junho Est. Nov.) 1710 – 14 de junho de 1768) foi um matemático escocês e fabricante de instrumentos ópticos, principalmente telescópios. Durante sua carreira de 35 anos como fabricante de telescópios, ele produziu aproximadamente 1 360 instrumentos científicos.

## Vida inicial e educação
Short nasceu em Edimburgo em 1710, filho de Margaret Grierson e William Short, um carpinteiro. Quando ficou órfão aos cerca de 10 anos de idade, foi aceito no Hospital de Heriot, um orfanato, e aos 12 anos foi transferido para a Escola Real Superior onde se destacou no estudo dos clássicos. Em 1726 ingressou na Universidade de Edimburgo para estudar divindade, mas após ser inspirado pelas palestras dadas pelo professor de matemática Colin Maclaurin, transferiu-se para astronomia e matemática.

## Fabricação de telescópios
Em 1732 Maclaurin deu a Short acesso para usar suas salas na universidade para trabalhar em experimentos na construção de telescópios. Tal era a qualidade dos instrumentos de Short que em reconhecimento à sua habilidade ele foi eleito Membro da Sociedade Real em 24 de março de 1737. Nos primeiros telescópios de Short os espelhos especulares eram feitos de vidro, como sugerido por James Gregory, mas posteriormente ele usou apenas especulares metálicos, e assim conseguiu dar-lhes verdadeiras formas parabólicas e elípticas.
Short então adotou a fabricação de telescópios como sua profissão, que praticou primeiro em Edimburgo até 1738, após o que se transferiu para Londres.
Quase todos os telescópios de Short eram da forma gregoriana, e alguns deles ainda hoje mantêm seu polimento original e definição nítida.
Em 1736 a Rainha Carolina solicitou que ele instruísse seu segundo filho, Guilherme, em matemática.
Em março de 1737 Short foi eleito Membro da Sociedade Real e em 1758 tornou-se membro estrangeiro da Academia Real Sueca de Ciências. Foi membro fundador da Sociedade para o Encorajamento das Artes, Manufaturas e Comércio em 1754.
Short morreu em Newington Butts, Londres em 1768, tendo feito uma fortuna considerável de sua profissão.